# Gnathochorisis crassula
Gnathochorisis crassula là một loài tò vò trong họ Ichneumonidae.